# Hi Hi Puffy AmiYumi
 (janvier 2024).
Hi Hi Puffy AmiYumi (ハイ！ハイ！パフィー・アミユミ, Hai! Hai! Pafī AmiYumi) est une série télévisée d'animation nippo-américaine, créée par Sam Register et produite par Renegade Animation, dont seulement 34 épisodes ont été diffusés entre le 19 novembre 2004 et le 27 juin 2006 sur Cartoon Network.
D'après le réalisateur de la série, Register, l'audience de l'émission cible les jeunes garçons et filles de six à onze ans. cependant, l'émission possède un tas de fans des membres du groupe Ami Onuki et Yumi Yoshimura qui composent le duo de J-pop PUFFY, connu sous le nom de « Puffy AmiYumi » en Amérique du Nord. Register, un fan du groupe, souhaitait étendre sa popularité ailleurs dans le monde et a ainsi réalisé la série.

## Scénario
Cette série met en scène la vie fantaisiste de deux rockeuses japonaises en tournée, Ami et Yumi, librement inspirées du duo éponyme Puffy (alias Puffy AmiYumi en occident), groupe pop-rock célèbre au Japon et dont le producteur de la série est un fan. Les deux vraies Ami Onuki et Yumi Yoshimura apparaissent en introduction pour présenter les épisodes, et leurs chansons y sont diffusées. Le style d'animation s'inspire librement de l'esthétique manga, et de nombreux mots et expressions japonaises sont utilisés dans les dialogues sans être traduits.

## Personnages
- Ami — Ami est l'une des membres de la bande, son style et son groupe vestimentaire permettent à penser qu'elle est la plus douce, tendre et innocente du groupe, bien qu'elle ait souvent ses sautes d'humeur. Significativement, Ami possède un style vestimentaire et des accessoires qui représentent la joie et la bonne humeur, spécialement la petite fleur attachée à ses cheveux roses. Elle possède une personnalité optimiste et tendre et trouve quasiment des solutions à chaque problème. Elle pratique la batterie et la guitare. Sa meilleure amie est Yumi, mais celle-ci possède un style bien différent contrairement à sa partenaire[3].
- Yumi — À première vue, Yumi représente tout l'opposé d'Ami, autant dans sa personnalité que dans l'apparence. Elle porte un t-shirt bleu clair avec une tête de mort représentée dessus, une minijupe noire et des bottes noires de punk. Sa personnalité est opposée à celle d'Ami. Elle est froide, réservée, très colérique et souvent agressive. Bien qu'elle et Ami ne possèdent pas la même personnalité, Yumi considère Ami comme sa meilleure amie, peu importe les différences qui les opposent. Elle est la reine de la guitare électrique[3].
- Kaz — Le manager du groupe. Kaz est petit, porte des lunettes et chauve. Il s'occupe d'un car qui amène les filles tout droit à leurs concerts durant leurs tournées. Kaz est parfois avare et sur-protecteur, ce qui cause souvent quelques problèmes au groupe. Il s'occupe également des contrats concernant le groupe. Malgré les problèmes que leur apporte Kaz, les filles l'adorent en tant que manager[3].

## Épisodes
Hi Hi Puffy AmiYumi est initialement diffusée aux États-Unis sur la chaîne de télévision Cartoon Network le 19 novembre 2004. Depuis que Cartoon Network est disponible partout dans le monde, l'émission a été doublée en plusieurs langues et diffusée sur les chaînes Cartoon Network connexes internationales, aussi bien sur YTV au Canada.
Au Japon, l'émission a été diffusée sur la version japonaise de Cartoon Network en anglais avec les sous-titres en japonais dès 2005. La version doublée a été diffusée dans l'émission Oha Suta sur TV Tokyo le 6 octobre 2005 et commence sa diffusion le 8 janvier 2006 sur Cartoon Network. Le 2 octobre 2006, Cartoon Network diffuse la série au Japon, en Amérique latine, aux Philippines, en Allemagne et en Australie, dont trente-neuf épisodes ont été diffusés. Cartoon Network n'a jamais annoncé un dernier épisode pour mettre fin à la série aux États-Unis. Cependant, le site des Cartoon Network aux États-Unis et au Royaume-Uni a supprimé sa page internet d'Ami et Yumi, sauf dans le reste du monde. Les raisons de cette suppression n'ont jamais été annoncée, ni par la chaîne, ni par les créateurs. La quatrième saison était produite en 2006, mais elle a rapidement été annulée. En Allemagne, l'émission était diffusée tous les jours, bien que tard dans la nuit. L'émission a été diffusée pour la première fois sur Cartoon Network dans l'émission Kabel eins. L'émission, après deux saisons, n'est plus diffusée depuis 2006. En Australie, l'émission a cessé d'être diffusée en 2009. En France, la série a été diffusée sur Cartoon Network à partir de 2005 jusqu'en 2008, puis rediffusée en 2010 sur Gulli dans l'émission et sur la chaîne Boing.

## Distribution
| Personnages notables | Voix originales | Voix françaises    |
| -------------------- | --------------- | ------------------ |
| Ami                  | Janice Kawaye   | Béatrice Wegnez    |
| Yumi                 | Grey DeLisle    | Nathalie Stas      |
| Kaz                  | Keone Young     | Jean-Paul Clerbois |